# Zesius chrysomallus
Zesius chrysomallus is een vlinder uit de familie van de Lycaenidae. De wetenschappelijke naam van de soort is voor het eerst geldig gepubliceerd in 1819 door Hübner.